# April Ashley
April Ashley född 29 april 1935, död 27 december 2021 var en engelsk modell, skådespelerska och författare. Hon var en transpionjär och en av de första britter som genomförde en könskorrigerande operation.

## Biografi
Ashley föddes 1935 i Liverpool. 16 år gammal gick hon till sjöss. Hon spenderade en tid på sjukhus som sjuttonåring efter två självmordsförsök. På slutet av 50-talet jobbade hon på nattklubben Le Carrousel i Paris under namnet Toni April.
Den 12 maj 1960 genomgick Ashley en sju timmar lång könskorrigerande operation i Casablanca i Marocko. Det var ett smärtsamt ingrepp och hon tappade allt hår, men operationen lyckades. Därefter återvände hon till Storbritannien och började använda namnet April Ashley. Hon jobbade som skådespelerska och fotomodell för bland annat brittiska Vogue.
1961 outades hon som transperson efter att en vän sålt hennes historia till tidningen The Sunday People.
Ashley gifte sig 1963 med Arthur Corbett. Deras äktenskap ogiltigförklarades 1970 i rättsfallet Corbett v. Corbett. På 80-talet gifte hos sig med Jeffrey West. 
2005 fick hon ett nytt födelsebevis som erkände hennes kvinnliga könsidentitet efter att lagen Gender Recognition Act infördes 2004.
Boken April Ashley's Odyssey, en biografi av Duncan Fallowell, publicerades 1982.
Ashleys bok The First Lady publicerades 2006.

## Utmärkelser
Ashley tilldelades Brittiska imperieorden 2012 för sitt arbete för transpersoners rättigheter.
År 2016 blev hon hedersdoktor på Liverpools universitet.